# Apostolisches Vikariat Luang Prabang
Das Apostolische Vikariat Luang Prabang (lat. Vicariatus Apostolicus Luangensis Prabangensis) ist ein Apostolisches Vikariat der katholischen Kirche in Laos mit Sitz in Luang Prabang.

## Geschichte
Es umfasst die 6 nördlichsten Provinzen des Landes: Luang Prabang, Sayaburi, Phongsali, Luang Namtha und Bokeo. Das Vikariat wurde am 1. März 1963 durch Abspaltung des nördlichen Teils des Apostolischen Vikariats Vientiane geschaffen.
Seit der kommunistischen Machtübernahme in Laos im Jahr 1975 wurde die katholische Kirche hier stark unterdrückt. Drei Kirchen gab es 1975 hier, eine davon wurde zerstört, eine zur Polizeistation umgewandelt und eine wird als Wohnhaus genutzt. Auch darf der Bischof nur zwei der sechs Provinzen, nämlich Luang Prabang und Xaignabouli, bereisen und muss auch in Vientiane bleiben, da die Regierung ihm keine dauerhafte Aufenthaltsgenehmigung für den Norden ausstellt. Anfang der 2000er Jahre begann sich die Situation zu verbessern. Im Jahr 2005 wurde die erste Kirche seit 1975 in Ban Pong Vang gebaut und im Jahr 2003 durfte die Kirche Land in Luang Prabang kaufen, um eine Residenz für das Vikariat zu errichten.

## Ordinarien

### Apostolische Vikare von Luang Prabang
- Lionello Berti OMI (1. März 1963–24. Februar 1968, Titularbischof von Germanicopolis)
- Alessandro Staccioli OMI (26. September 1968–29. November 1975, Titularbischof von Taurianum, dann Weihbischof in Siena)

### Apostolische Administratoren von Luang Prabang
- Thomas Nantha (29. November 1975–7. April 1984)
- Jean Khamsé Vithavong OMI (1984–1999)
- Tito Banchong Thopanhong, (1999–2019)
- Louis-Marie Ling Kardinal Mangkhanekhoun (seit 2019)